# Lawrence (Michigan)
Lawrence é uma vila localizada no estado americano de Michigan, no Condado de Van Buren.

## Demografia
Segundo o censo americano de 2000, a sua população era de 1059 habitantes. Em 2006, foi estimada uma população de 1022, um decréscimo de 37 (-3.5%).

## Geografia
De acordo com o United States Census Bureau tem uma área de 4,6 quilômetros quadrados, dos quais 4,6 quilômetros quadrados são cobertos por terra e 0,0 quilômetros quadrados cobertos por água.

## Localidades na vizinhança
O diagrama seguinte representa as localidades num raio de dezesseis quilômetros ao redor de Lawrence.